# Comuna Giarmata, Timiș
Giarmata, alternativ Ghiarmata, (pronunție în română [ˈd͡ʒjarmata], „Giár-mata”; în română Iarmota - 1924, în germană Jahrmarkt, în maghiară Temesgyarmat, în trad. "Colonia Timișului") este o comună în județul Timiș, Banat, România, formată din satele Cerneteaz și Giarmata (reședința).

## Localizare
Localitatea se situează la circa 12 km Nord-Est de municipiul Timișoara, de care este legată prin drumul județean DJ691 Timișoara - Lipova și de calea ferată Timișoara-Radna (213) cu stație CFR la Giarmata.

## Istorie
Pe teritoriul comunei au fost descoperite urme ale unor așezări neolitice dar și materiale de origine daco-romană. În perioada feudală a existat aici un voievodat puternic - voievodatul de Giarmata - care a fost amintit în documente la 1241. 
Prima atestare documentară a localității datează din 1332, în documentele de evidență papală, unde este notată cu numele Garmad și Carmad. Aici a fost o fortăreață care la 1551 a fost ocupată de turci.
Istoria modernă a localității începe odată cu cucerirea Banatului de către austrieci, în 1717. La recensământul din același an apare cu numele Veliki Iermat (Iarmata Mare) și are 28 de case. Sub noua administrație, Giarmata este colonizată cu germani, care vor forma pentru aproape două secole majoritatea locuitorilor. Deja în 1720-1723 se instalează aici primii coloniști, ceea ce face din Giarmata una din primele localități de colonizare germană din Banat. Germanii au format satul Neu Jarmat (Iarmata Nouă) față de vechea așezare care este numită Alt Jarmat (Iarmata Veche). În 1754 germanii și-au ridicat biserica romano-catolică iar în 1764, administratorul Knoll a așezat aici mulți coloniști germani. Colonizarea a durat până în jurul anului 1800 și a făcut din Giarmata un puternic centru rural al șvabilor bănățeni.
În secolul XIX localnicii i-au schimbat numele în Jahrmarkt care înseamnă “târg”, “iarmaroc” în limba germană și se apropia ca formă de numele vechi. Până în 1964 va purta numele Iarmata, după care trece la numele actual.

## Politică
Comuna Giarmata este administrată de un primar și un consiliu local compus din 15 consilieri. Primarul, Claudiu Mihălceanu[*], de la Partidul Național Liberal, este în funcție din octombrie 2020. Începând cu alegerile locale din 2024, consiliul local are următoarea componență pe partide politice:
|  | Partid                          | Consilieri | Componența Consiliului | Componența Consiliului | Componența Consiliului | Componența Consiliului | Componența Consiliului | Componența Consiliului | Componența Consiliului | Componența Consiliului | Componența Consiliului |
|  | ------------------------------- | ---------- | ---------------------- | ---------------------- | ---------------------- | ---------------------- | ---------------------- | ---------------------- | ---------------------- | ---------------------- | ---------------------- |
|  | Partidul Național Liberal       | 9          |                        |                        |                        |                        |                        |                        |                        |                        |                        |
|  | Alianța pentru Unirea Românilor | 3          |                        |                        |                        |                        |                        |                        |                        |                        |                        |
|  | Partidul Social Democrat        | 3          |                        |                        |                        |                        |                        |                        |                        |                        |                        |

La alegerile locale din 2008, turul 2, rezultatele au fost:
- Delvai Ion (PD-L) : 52.06%
- Bunescu Virgil (PSD): 47.93%

### Componența Consiliul Local
- Partidul Mișcarea Populara (PMP):5
- Partidul Național Liberal (PNL): 4
- Partidul Social Democrat (PSD): 3
- Uniunea Salvați România(USR): 2
- Independent : 1

## Demografie
Componența etnică a comunei Giarmata
     Români (83,78%)
     Romi (1,6%)
     Alte etnii (1,05%)
     Necunoscută (13,57%)
Componența confesională a comunei Giarmata
     Ortodocși (72,64%)
     Penticostali (7,41%)
     Romano-catolici (1,76%)
     Alte religii (2,96%)
     Necunoscută (15,24%)
Conform recensământului efectuat în 2021, populația comunei Giarmata se ridică la 6.831 de locuitori, în creștere față de recensământul anterior din 2011, când fuseseră înregistrați 6.502 locuitori. Majoritatea locuitorilor sunt români (83,78%), cu o minoritate de romi (1,6%), iar pentru 13,57% nu se cunoaște apartenența etnică. Din punct de vedere confesional, majoritatea locuitorilor sunt ortodocși (72,64%), cu minorități de penticostali (7,41%) și romano-catolici (1,76%), iar pentru 15,24% nu se cunoaște apartenența confesională.